# Nikolaus Wachsmann
Nikolaus Wachsmann (ur. 1971 w Monachium) – niemiecki historyk, pisarz i nauczyciel akademicki w Birkbeck (część University of London). Zajmuje się historią niemieckich obozów koncentracyjnych, za co został wielokrotnie nagrodzony.

## Życiorys
Absolwent London School of Economics (ze stopniem Bachelor – odpowiednikiem licencjatu), Uniwersytet Cambridge (gdzie otrzymał stopień magistra) oraz University of London, gdzie na podstawie pracy pt. Between Reform and Repression: Imprisonment in Weimar Germany (pol. Między reformami, a represjami: aresztowania w Republice Weimarskiej.) zdobył tytuł doktora. Następnie pracował na Uniwersytecie Cambridge i University of Sheffield. W 2005 rozpoczął pracę Birkbeck (część University of London). Wykłada współczesną historię Europy. Publikuje głównie w języku angielskim.

## Publikacje (wybrane)

### Książki[1]
- Hitler's Prisons: Legal Terror in Nazi Germany, New Haven: Yale University Press 2004
- Gefangen unter Hitler. Justizterror und Strafvollzug im NS-Staat. München: Siedler, 2006
- KL – A History of the Nazi Concentration Camps. Farrar, Straus & Giroux, New York 2015, ISBN 978-0-374-11825-9, wyd. pol. Historia nazistowskich obozów koncentracyjnych, Świat Książki, 2016[4].
- KL – Die Geschichte der nationalsozialistischen Konzentrationslager, München: Siedler Verlag, 2016, ISBN 978-3-88680-827-4

## Odznaczenia
- 2001 – Nagroda Fraenkel za Reform and Repression: Prisons and penal Policy in Germany 1918-1939.[5]
- 2004 – Nagroda Gladstone od Royal Historical Society za Hitler's Prisons.[1]
- 2005 – Longman-History Today Book of the Year Award (książka roku)[1]
- 2016 – Wingate Literary Prize od Jewish Quarterly za KL: A History of the Nazi Concentration Camps.[3]
- 2016 – Mark Lynton History Prize od Columbia University Graduate School of Journalism za KL: A History of the Nazi Concentration Camps.[2]
- 2016 – Wolfson History Prize za KL: A History of the Nazi Concentration Camps.[1]